# Pinkpop 1971
Pinkpop 1971 werd gehouden op 31 mei 1971 op het Sportpark Burgemeester Damen in Geleen. Het was de tweede van 17 edities van het Nederlands muziekfestival Pinkpop in Geleen, waar ook de eerste editie plaatsvond. Er waren circa 16.000 toeschouwers. Het weer was zonnig en heet.
Presentatie: Jan Smeets.

## Optredens
- Fleetwood Mac (met Peter Green)
- Hardin & York
- Shocking Blue
- Focus
- Forest
- CCC Inc.
- Supersister
- Brainbox